# Babahoyo (canton)
Babahoyo est un canton d'Équateur situé dans la province de Los Ríos.